# Mlhovina Laguna
Mlhovina Laguna (také Messier 8, M8 nebo NGC 6523) je obrovské mezihvězdné mračno, které patří mezi emisní mlhoviny a HII oblasti a nachází se v souhvězdí Střelce. Mlhovina je od Země vzdálena 4 100 světelných let.
Objevil ji Giovanni Battista Hodierna před rokem 1654 a Guillaume Le Gentil ji v roce 1747 popsal jako hvězdokupu s mlhovinou.
Patří mezi nejjasnější mlhoviny na obloze. Pro pozorovatele ze střední Evropy je to po mlhovině v Orionu druhá nejjasnější mlhovina.

## Pozorování

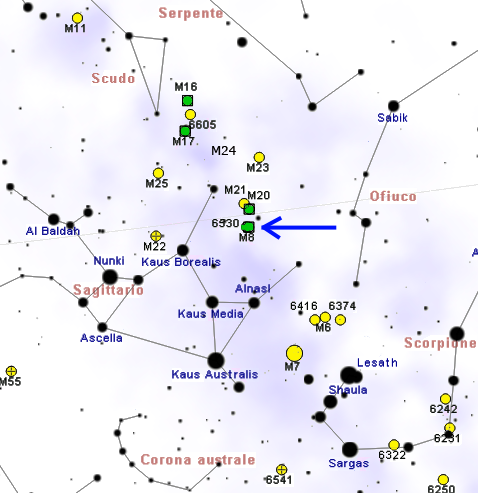
Poloha mlhoviny Laguna v souhvězdí Střelce

Mlhovinu je možné snadno nalézt i pouhým okem, pokud je obloha dostatečně tmavá a průzračná. Nachází se přibližně 7° severně od hvězdy Alnasl (γ Sgr), která představuje hrot šípu Střelce, leží v oblasti bohaté na hvězdy na pozadí a zář Mléčné dráhy je zde velmi výrazná, protože se tímto směrem díváme ke galaktickému jádru. Pomocí triedru 10x50 je možné pozorovat několik podrobností: mlhovina vypadá jako rozsáhlá matná skvrna mírně protažená od východu na západ a obklopená několika hvězdami. Dalekohled o průměru 120 až 140 mm ukáže různě jasné oblasti a hvězdy v mlhovině. Větší dalekohledy od průměru 200 mm ukážou další podrobnosti.
M8 je možno jednoduše pozorovat z většiny obydlených oblastí Země, protože má dostatečně nízkou jižní deklinaci. Přesto není pozorovatelná v severní Evropě a Kanadě, tedy blízko polárního kruhu, a ve střední Evropě zůstává poměrně nízko nad obzorem. Na jižní polokouli je mlhovina dobře viditelná vysoko na obloze během jižních zimních nocí. Nejvhodnější období pro její pozorování na večerní obloze je od června do října.

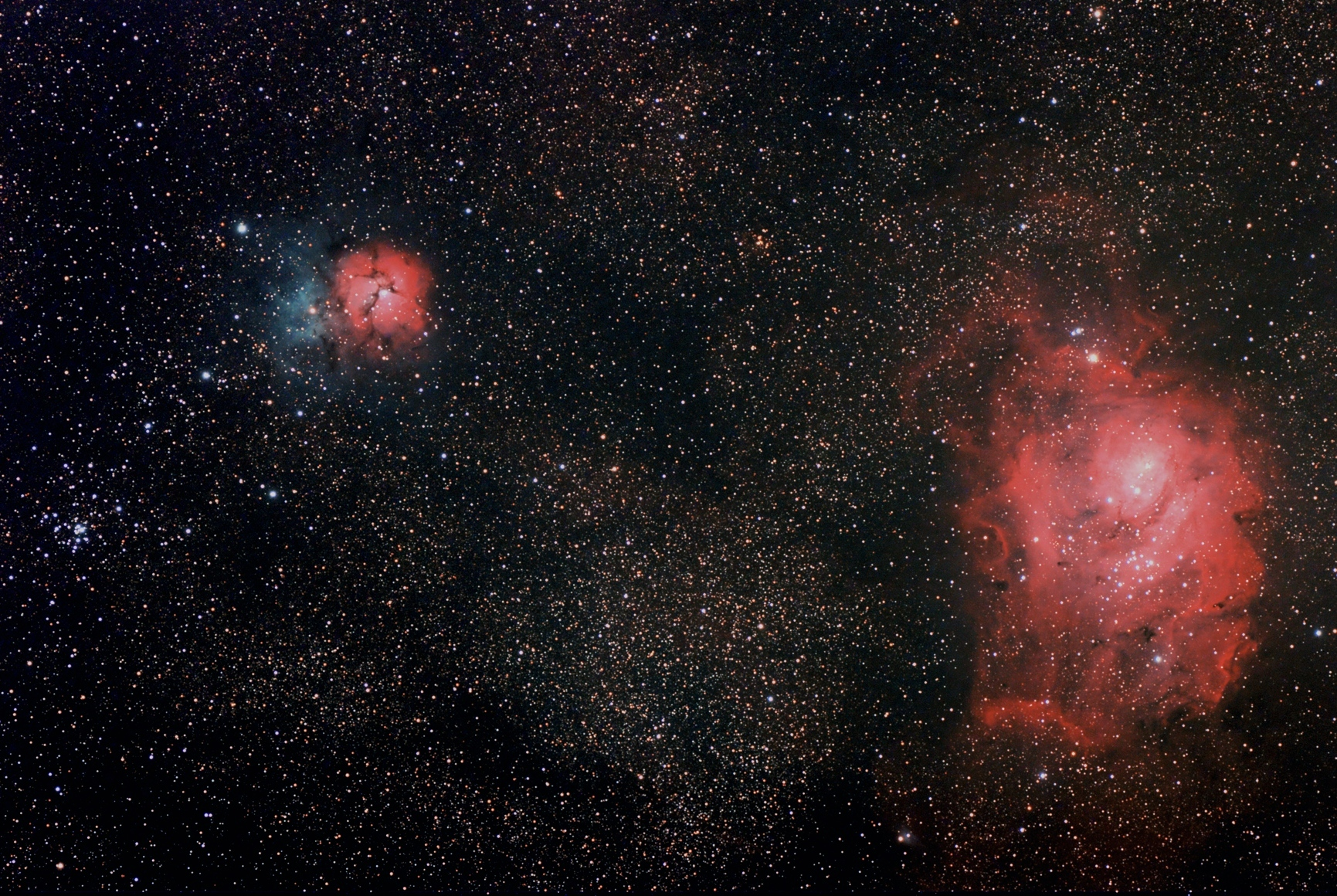
Otevřená hvězdokupa Messier 21 (zcela vlevo), mlhovina Trifid (vlevo nahoře) a mlhovina Laguna (vpravo). Sever je vlevo, západ nahoře

Mlhovina leží blízko ekliptiky (vzdálená méně než 1°), proto přes mlhovinu často přechází tělesa sluneční soustavy. Mlhovina obsahuje mladou otevřenou hvězdokupu NGC 6530 (Cr 362),
která se vytvořila z původního materiálu mlhoviny.
Pouhý 1° jihovýchodně leží kulová hvězdokupa NGC 6544, která je jednou z kulových hvězdokup nejbližších k Zemi (blíže jsou pouze Messier 4 a NGC 6397). Další 1° jihovýchodně od NGC 6544 leží o trochu slabší kulová hvězdokupa NGC 6553.
Poblíž Laguny se nachází mnoho dalších objektů Messierova katalogu, například 1,5° severně leží mlhovina Trifid, 2°
severně otevřená hvězdokupa M21 a severovýchodním směrem jsou to další objekty mezi kulovou hvězdokupou M22 a Orlí mlhovinou. 9° jihovýchodně pak leží Motýlí hvězdokupa a 10° jižně otevřená hvězdokupa M7.

## Historie pozorování

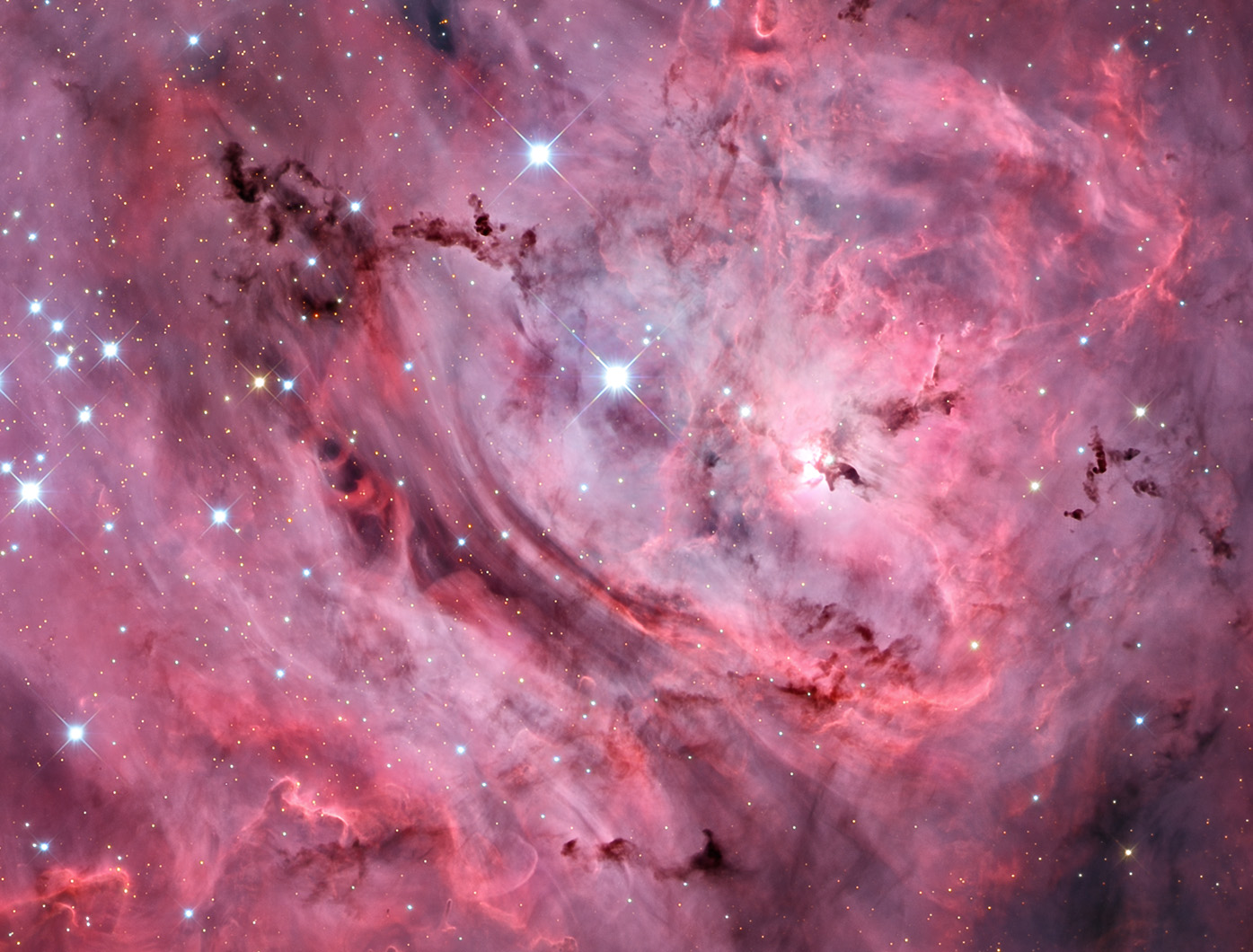
Snímek středu Laguny, na kterém je vpravo vidět mlhovina Přesýpací hodiny.

Laguna je rozsáhlá a členitá mlhovina, proto její jednotlivé části dostaly různá označení v katalogu NGC, podobně jako mlhovina Řasy. První záznam pozorování této mlhoviny provedl Giovanni Battista Hodierna, který ji v roce 1654 zařadil mezi mlhoviny, které lze dalekohledem rozložit na jednotlivé hvězdy.
Těmito hvězdami je myšlena otevřená hvězdokupa NGC 6530, která je součástí rozsáhlé struktury mlhoviny a leží ve východní části jasné oblasti. Mlhovinu v západní části objevil John Flamsteed kolem roku 1680 a později byla zapsána do katalogu jako NGC 6523. Objev Laguny někdy bývá připisován Guillaumu Le Gentilovi, který v roce 1747 jako první popsal, že se objekt skládá z hvězdokupy a mlhoviny. Stejně tak mlhovinu popsal i Messier, který ji do svého katalogu zapsal pod číslem 8.
Mlhovina Laguna někdy bývá jako celek označována NGC 6533. V katalogu NGC je pod touto položkou zařazeno pozorování Williama Herschela, který ji pozoroval 12. července 1784 a popsal ji jako "rozsáhlou mlhovinu rozdělenou na dvě části; severnější část (NGC 6523) je jasnější a má rozměr větší než 15', východně od jižní části (NGC 6526) leží skupinka hvězd (NGC 6530).
Prvním pozorovatelem, který uvedl, že je mlhovina viditelná i pouhým okem, byl Thomas William Webb, který ji pozoroval mnohem později než William a John Herschelové.

## Vlastnosti

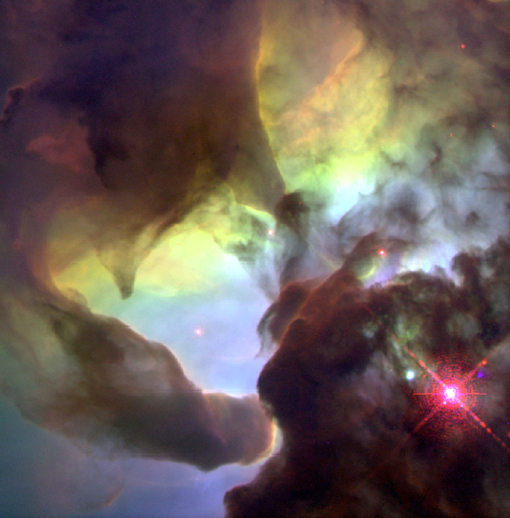
Podrobný pohled na mlhovinu Přesýpací hodiny.

Laguna sídlí vzhledem ke Slunci v sousedním spirálním rameni směrem ke středu Galaxie, tedy v rameni Střelce. Celá soustava mlhoviny má na obloze rozměry 90'×40', takže při uvažované vzdálenosti 4 100 světelných let jsou její skutečné rozměry 110×50 světelných let. Název Laguna vznikl díky prašnému oblaku, který leží západně od hvězdokupy NGC 6530 a obepíná západní část (NGC 6523) mlhoviny.
V mlhovině se vyskytuje několik zajímavých astronomických jevů, jako otevřená hvězdokupa (NGC 6530), hvězdotvorné oblasti, temné mlhoviny, mladé hvězdy a horký plyn. Součástí mlhoviny je i několik Bokových globulí, tedy oblaků zhroucené protohvězdné hmoty; nejznámější z nich zapsal Edward Emerson Barnard do katalogu pod označením B88, B89 a B296.
Laguna také obsahuje útvar známý jako "mlhovina Přesýpací hodiny" (jak jej pojmenoval John Herschel), u kterého je potřeba dát pozor na záměnu se stejnojmennou planetární mlhovinou v souhvězdí Mouchy. V roce 2006 byly uvnitř tohoto útvaru objeveny první čtyři Herbigovy-Harovy objekty, mezi kterými vystupuje objekt HH 870. Tento objev podal důkaz, že v mlhovině probíhají a přetrvávají hvězdotvorné jevy.